# 徐天沅
徐天沅（1997年5月8日—），上海人，中国足球运动员，目前效力于中超球队河北华夏幸福。

## 职业生涯
徐天沅97年生于上海，5岁开始学习踢球，9岁开始分别在申花足球学校和幸运星足球俱乐部学习足球。
- 2010年，徐天沅于西班牙马德里竞技足球俱乐部进行培训;
- 2011年12月进入上海全运队;
- 2012年2月参加U16国少队集训;[1]
- 2013年代表上海全运队参加了第十二届全运会的比赛。年底，随中国希望队前往葡萄牙集训;
- 2014年5月随中国国青队集训并参加熊猫杯比赛。7月代表上海队参加全国中学生全运会，并得冠;
- 2015年7月，徐天沅正式加盟西班牙球队巴列卡诺;
- 2017年，加盟中超球队河北华夏幸福，签约4年。[2]